# Gio Flamminio
Giovanni Flamminio (né le 3 février 1984 à Prince Albert, province de la Saskatchewan) est un joueur professionnel canadien de hockey sur glace d'origine italienne.

## Carrière de joueur
Formé aux Mintos de Prince Albert, il est élu meilleur défenseur et élu parmi la première équipe de la sélection des étoiles de la ligue Midget 'AAA' de la Saskatchewan en 2000-2001. En 2001, il rejoint les Klippers de Kindersley en SJHL. L'équipe remporte le titre. L'année suivante, il est élu dans la première équipe d'étoiles de la ligue. Après une saison passée en NCAA avec l'Université de Ferris State, il revient aux Klippers de Kindersley où il est nommé une nouvelle fois dans la première équipe d'étoiles. Il remporte aussi le trophée Tim Horton récompensant le meilleur défenseur de la ligue.  Il attaque sa carrière professionnelle en 2005. Il signe pour les Sea Wolves du Mississippi en ECHL mais l'ouragan Katrina empêche l'équipe de participer au championnat. Il participe en octobre 2005 au camp d'entraînement du Thunder de Stockton en ECHL en vain et rejoint les Blazers d'Oklahoma City en LCH. Il est sélectionné avec la conférence nord pour participer au Match des étoiles 2006. En septembre 2006, il participe au camp d'entraînement des Pirates de Portland en LAH. En 2007, les Sea Wolves du Mississippi reprennent leurs activités ce qui lui permet de faire ses débuts en ECHL. Il termine meilleur pointeur de l'équipe chez les défenseurs. En 2008, il signe avec le Rush de Rapid City dans la LCH.

## Trophées et honneurs personnels
- Ligue de hockey junior de la Saskatchewan
  - 2001-2002 : élu dans l'équipe des recrues.
  - 2004-2005 : remporte le trophée Tim Hortons du meilleurs défenseur.
- Midget AAA de la Saskatchewan
  - 2000-2001 : élu dans la première équipe d'étoiles.
  - 2000-2001 : meilleur défenseur.

## Statistiques
| Saison    | Équipe                     | Ligue |    | Saison régulière | Saison régulière | Saison régulière | Saison régulière | Saison régulière |   | Séries éliminatoires | Séries éliminatoires | Séries éliminatoires | Séries éliminatoires | Séries éliminatoires |
| Saison    | Équipe                     | Ligue | PJ | B                | A                | Pts              | Pun              | PJ               | B | A                    | Pts                  | Pun                  |                      |                      |
| 2001-2002 | Klippers de Kindersley     | SJHL  | 60 | 13               | 31               | 44               | 29               | -                | - | -                    | -                    | -                    |                      |                      |
| 2002-2003 | Klippers de Kindersley     | SJHL  | 59 | 17               | 45               | 62               | 80               | -                | - | -                    | -                    | -                    |                      |                      |
| 2003-2004 | Université de Ferris State | NCAA  | 33 | 3                | 5                | 8                | 30               | -                | - | -                    | -                    | -                    |                      |                      |
| 2004-2005 | Klippers de Kindersley     | SJHL  | 54 | 17               | 43               | 60               | 152              | -                | - | -                    | -                    | -                    |                      |                      |
| 2005-2006 | Blazers d'Oklahoma City    | LCH   | 62 | 9                | 21               | 30               | 70               | 7                | 0 | 1                    | 1                    | 4                    |                      |                      |
| 2006-2007 | Blazers d'Oklahoma City    | LCH   | 55 | 3                | 14               | 17               | 59               | -                | - | -                    | -                    | -                    |                      |                      |
| 2007-2008 | Sea Wolves du Mississippi  | ECHL  | 67 | 6                | 24               | 30               | 57               | 4                | 1 | 5                    | 6                    | 2                    |                      |                      |
| 2008-2009 | Rush de Rapid City         | LCH   | 64 | 7                | 25               | 32               | 81               | -                | - | -                    | -                    | -                    |                      |                      |
| 2009-2010 | Rush de Rapid City         | LCH   | 52 | 1                | 16               | 17               | 101              | 16               | 2 | 3                    | 5                    | 14                   |                      |                      |
| 2010-2011 | Rush de Rapid City         | LCH   | 64 | 1                | 14               | 15               | 58               | 15               | 1 | 2                    | 3                    | 26                   |                      |                      |
| 2011-2012 | Oilers de Tulsa            | LCH   | 63 | 3                | 12               | 15               | 48               | -                | - | -                    | -                    | -                    |                      |                      |
| 2012-2013 | Oilers de Tulsa            | LCH   | 64 | 2                | 4                | 6                | 31               | -                | - | -                    | -                    | -                    |                      |                      |
| 2013-2014 | Rush de Rapid City         | LCH   | 7  | 0                | 0                | 0                | 2                | -                | - | -                    | -                    | -                    |                      |                      |